# Edinakowci (Bułgaria)
Edinakowci (bułg. Единаковци) – wieś w Bułgarii, w obwodzie Szumen, w gminie Chitrino. W 2024 roku liczyła 249 mieszkańców.